# Pflugscharbewegung

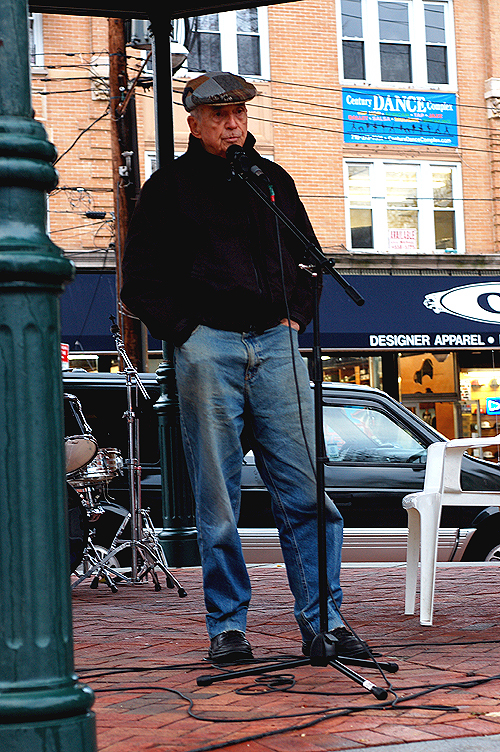
Daniel Berrigan, Mitbegründer der Pflugscharbewegung, am 28. Oktober 2006 auf dem 3. jährlichen Staten Island Freedom & Peace Festival

Die Pflugscharbewegung ist eine internationale Bewegung von Friedensaktivisten.
Diese entstand aus einem Kreis friedenspolitisch engagierter katholischer Priester und Nonnen, darunter Philip Berrigan, Daniel Berrigan, Anne Montgomery, Helen Woodson, Jean Gump, Daniel Sicken und Carl Kabat.
Die Aktionen sind Akte zivilen Ungehorsams, bei dem Menschen symbolisch, jedoch real Waffen abrüsten. Das Ziel ist, Aufmerksamkeit auf die Unmoral und Gefahr von Kriegsvorbereitungen zu lenken und eine öffentliche Diskussion in Gang zu bringen, um zu einer weltweiten Abrüstung zu kommen.
Die erste Aktion der Organisation fand am 9. September 1980 statt, als die acht Aktivisten in eine Atomwaffenfabrik von General Electric eindrangen und zwei Sprengkopfhülsen mit Hämmern zerstörten. Anschließend gossen sie eigenes Blut über Konstruktionszeichnungen und warteten im Gebet bis zu ihrer Festnahme. Der Sabotageakt bei der British Aerospace am 29. Januar 1996 war die erste Pflugschar-Aktion, die mit einem Freispruch für die Aktivisten endete.
Weitere Aktivisten der Pflugscharbewegung: Wolfgang Sternstein (Deutschland), Martin Newell (England), Susan van der Hijden (Niederlande), Annika Spalde (Schweden), Per Herngren (Schweden), Stellan Vinthagen, Ann-Britt Sternfeldt, Angie Zelter (England)